# سد طبیعی (آرکانزاس)
سد طبیعی (به انگلیسی: Natural Dam) یک منطقهٔ مسکونی در ایالات متحده آمریکا است که در شهرستان کرافورد، آرکانزاس واقع شده‌است. سد طبیعی ۲۰۲٫۰۸ متر بالاتر از سطح دریا واقع شده‌است.